# Maechidius aenescens
Maechidius aenescens är en skalbaggsart som beskrevs av Heller 1910. Maechidius aenescens ingår i släktet Maechidius och familjen Melolonthidae. Inga underarter finns listade i Catalogue of Life.